# Elicaone
Nella mitologia greca, Elicaone (o Licaone) era uno dei figli del vegliardo troiano Antenore e di Teano, sua moglie legittima e sacerdotessa di Atena. Insieme a tutti i suoi fratelli, egli partecipò alla guerra di Troia, ma molto probabilmente non compì azioni molto rilevanti, dato che non è quasi mai ricordato come in battaglia.

## Il mito
Elicaone poco prima della guerra di Troia aveva preso in moglie una delle figlie del re Priamo, chiamata Laodice. Riuscì a mettersi in salvo col padre durante la caduta della città.